# Ivan Měrka
Ivan Měrka (15. května 1926 Košice – 17. září 2020) byl český violoncellista, hudební historik, pedagog a publicista.

## Vzdělání
Narodil se v české rodině na Slovensku, které musela se vznikem Slovenského státu opustit. V roce 1939 přesídlil do Ostravy, kde počínaje rokem 1941 začal na Ústavu hudby a zpěvu studovat hru na violoncello a zpěv. Po maturitě na gymnáziu složil v roce 1945 státní zkoušku nutnou k výuce hry na violoncello. Od roku 1946 studoval hudební vědu a filozofii na Filozofické fakultě Masarykovy univerzity v Brně, studium zakončil roku 1952 doktorátem. Od roku 1948 studoval současně i na nově vzniklé Hudební fakultě Janáčkovy akademie múzických umění u Václava Černého hru na violoncello, absolutorium složil roku 1953. Hrát se učil také u violoncellistů Karla Pravoslava Sádla a Bohuslava Herana.

## Tvorba
Nedlouho po složení maturitní zkoušky začal hrát na violoncello v Ostravském rozhlasovém orchestru, kde byl zástupcem koncertního mistra. Po absolutoriu na brněnské JAMU byl v létech 1953 až 1960 koncertním mistrem orchestru opery Národního divadla moravskoslezského v Ostravě, současně od roku 1953 do 1956 hrál a byl dramaturgem v Ostravském komorním orchestru. Od roku 1960 byl po osm let koncertním mistrem Janáčkovy filharmonie Ostrava.
V roce 1953 založil Ostravské kvarteto jehož členem byl 35 let a vystoupil s ním v 15 zemích s více než 2000 koncerty. Od roku 1946 působil po 10 let i jako komorní a operní pěvec, v rozhlase, na koncertech i v divadle (např. Vítek v Daliboru, Pinkerton v Madame Butterfly).
Autorsky se podílel na stovkách hudebních rozhlasových pořadů, televizních scénářů a živě moderoval stovky výchovných koncertů. Kronikářským způsobem zaznamenával události v hudebním životě Ostravska. Vyhledával a připravoval k vydání málo známé nebo zapomenuté skladby např. Antonína Rejchy, Jana Tomáše Kuzníka nebo Vojtěcha Jírovce.

## Pedagogická činnost
Od roku 1953 vyučoval na Janáčkově konzervatoři v Ostravě po dobu 55 let, z toho byl 3 roky ředitelem. Tři roky byl asistentem, deset let odborným asistentem a v roce 1993 se habilitoval jako docent violoncellové hry na JAMU v Brně.
Pomáhal zakládat mezinárodní hudební soutěž pro mladé hudebníky Beethovenův Hradec a od roku 1968 byl celých 41 let stálým předsedou poroty Heranovy violoncellové soutěže v Ústí nad Orlicí.

## Publikační činnost
Kromě stovek programových brožur ke koncertům nebo operním představením a mnoha almanachů Janáčkovy konzervatoře a hudebního festivalu Janáčkovy Hukvaldy, se zapsal do historie knihou "Violoncello: dějiny, literatura, osobnosti" vydanou v roce 1995. Kniha je věnována podrobnému soupisu existující violoncellové literatury a zabývá se historii samotného nástroje. Obsahuje také přehled starších českých i zahraničních violoncellistů s uvedením základních životopisných údajů.